# Tiverton and Tilstone Fearnall
Tiverton and Tilstone Fearnall är en civil parish i Cheshire West and Chester i Cheshire i England. Det inkluderar Brassey Green, Four Lane Ends, Hand Green, Stages Platt, Town Fields och Tilstone Bank. Skapad 1 april 2015.